# چابا ویداتش
چابا ویداتش (مجاری: Csaba Vidáts؛ زادهٔ ۲۲ نوامبر ۱۹۴۷) بازیکن فوتبال اهل مجارستان بود.
از باشگاه‌هایی که در آن بازی کرده‌است می‌توان به باشگاه ورزشی واشاش اشاره کرد.
وی به‌همراه تیم ملی فوتبال مجارستان در بازی‌های المپیک تابستانی ۱۹۷۲ شرکت کرده‌است.